# Krauses Abschied
Krauses Abschied ist ein 15-minütiger Dokumentarfilm von Andreas Preisner über die Fernsehfilm-Serie Polizeihauptmeister Krause.

## Inhalt
Die Dreharbeiten zum letzten Film der Serie, Krauses Weihnacht, werden dargestellt. Außerdem geben der Autor und Regisseur Bernd Böhlich sowie die Schauspieler Horst Krause, Angelika Böttiger und Carmen-Maja Antoni Auskunft zu ihren Rollen und den neun entstandenen Filmen. Diese begannen immer mit der brandenburgischen Landschaft und stellten Zusammenhalt, Familie und Gemeinschaft in den Mittelpunkt. Auch wenn der Ort Schönhorst fiktiv war – die Filme seien eine Liebeserklärung an Brandenburg und seine lebensklugen Menschen.
Der frühere Polizeihauptmeister Krause und seine zwei Schwestern standen im Mittelpunkt der Filme. Die Idee, dass der Polizist Krause nebenbei einen Dorfgasthof betreibt, stammte dabei vom Schauspieler Horst Krause selbst. Dagegen wurde die Entscheidung, dass die Figur Horst Krause den gleichen Namen trägt wie der Schauspieler, von Bernd Böhlig getroffen. Krause war dabei quasi das Familienoberhaupt, reagierte aber irritiert auf Veränderungen, während Meta vor allem Chancen erkannte und Elsa dazwischen vermittelte. Außerdem wird beschrieben, wie im Verlauf der Geschichte alle Figuren der Liebe begegneten.

## Ausstrahlung
Die erste Ausstrahlung des Dokumentarfilms erfolgte am Heiligabend 2022 auf dem Regionalsender RBB.